# Andreas Camenzind
Andreas „Andy“ Camenzind (* 1. Februar 1982 in Wettingen) ist ein Schweizer Eishockeyspieler mit australischer Staatsbürgerschaft, der seit 2018 bei den CBR Brave in der Australian Ice Hockey League spielt. Camenzind galt während seiner Zeit in der Schweiz als Defensivcenter, konnte aber auch als Verteidiger eingesetzt werden.

## Karriere
Camenzind stammt aus der Juniorenabteilung des SC Rapperswil-Jona, wechselte aber bereits zum Ende seiner Juniorenzeit ins Bündnerland zum HC Davos, wo er in der Saison 1999/2000 auch seine ersten Spiele in der National League A absolvieren konnte. In den folgenden beiden Spielzeiten war er Stammspieler im Team von Arno Del Curto und konnte in der Saison 2001/02 mit dem Meistertitel auch seinen bisher grössten Erfolg feiern.
Nach diesem Erfolg entschloss er sich zur Rückkehr ins Unterland und unterzeichnete bei den Kloten Flyers einen Vertrag über zwei Spielzeiten. In insgesamt 88 Partien für Kloten erzielte er 14 Tore und 15 Assists. Nach Ablauf seines Vertrages wechselte Camenzind zum Kantonsrivalen, den ZSC Lions, wo er ebenfalls zwei Spielzeiten verbrachte.
Nach dieser eher durchzogenen Zeit entschied sich Camenzind für einen Neustart beim Aufsteiger EHC Basel, wo er zu einem Führungsspieler heranreifte. Den Wiederabstieg der Basler zum Ende der Saison 2007/08 konnte aber auch er nicht verhindern, und er brach seine Zelte in Basel ab.
Im Frühling 2008 unterzeichnete er einen Vertrag bei den SCL Tigers, wo er sich mit guten Leistungen bei Verantwortlichen und Fans beliebt machte und sein Team in der Saison 2010/11 als Captain zur erstmaligen Playoff-Teilnahme der Emmentaler seit dem Wiederaufstieg in die National League A im Jahre 1998 führen konnte.
Im Frühling 2011 kehrte er zu seinem Stammverein zurück und unterzeichnete bei den Rapperswil-Jona Lakers einen Zweijahresvertrag. Im Juli 2014 beendete er seine Karriere, nachdem er im zweiten Spiel der Saison 2013/14 eine Hirnerschütterung zugezogen hatte.
Camenzind wanderte nach Australien aus und wurden mit den CBR Brave aus Canberra im Jahr 2022 Australischer Meister. Er nahm mit dem australischen Nationalteam an der Weltmeisterschaft 2023 der Division IIA in Spanien teil.

## Erfolge und Auszeichnungen
- 2002 Schweizer Meister mit dem HC Davos
- 2022 Australischer Meister mit den CBR Brave

## Karrierestatistik

### International
Vertrat die Schweiz bei:
- Weltmeisterschaft der U18-Junioren 2000
- Weltmeisterschaft der U20-Junioren 2001
- Weltmeisterschaft der U20-Junioren 2002

(Legende zur Spielerstatistik: Sp oder GP = absolvierte Spiele; T oder G = erzielte Tore; V oder A = erzielte Assists; Pkt oder Pts = erzielte Scorerpunkte; SM oder PIM = erhaltene Strafminuten; +/− = Plus/Minus-Bilanz; PP = erzielte Überzahltore; SH = erzielte Unterzahltore; GW = erzielte Siegtore; 1 Play-downs/Relegation; Kursiv: Statistik nicht vollständig)